# Arbre de Noël de l'Élysée

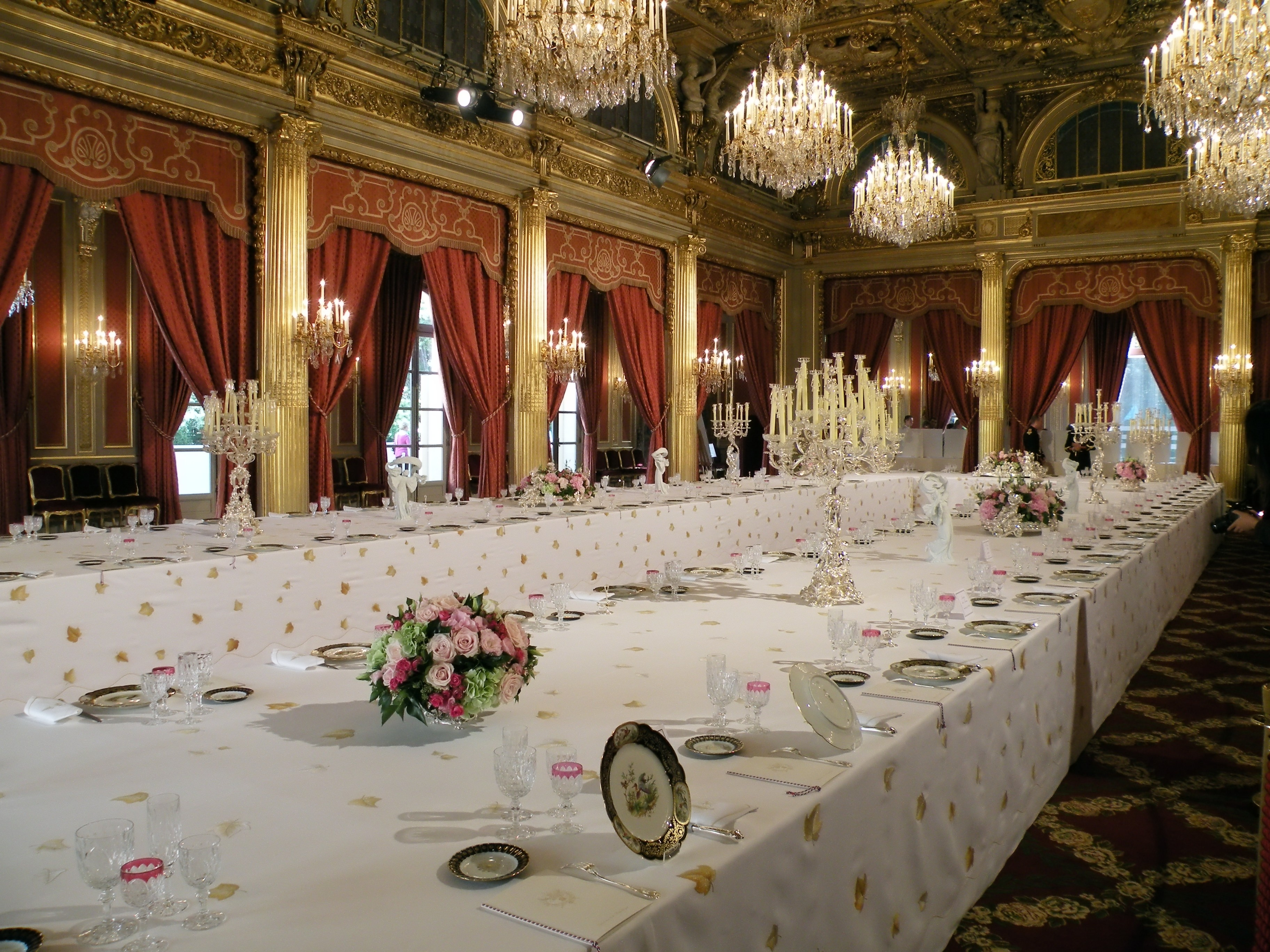
Salle des fêtes du palais de l'Élysée.

L'arbre de Noël de l'Élysée, aussi appelé arbre de Noël élyséen, est un événement festif organisé chaque année depuis 1889 au palais de l'Élysée à la période de Noël. Des enfants sont conviés et, en présence du président de la République et de son épouse, des cadeaux leur sont remis à l'occasion d'un spectacle, suivi d'un goûter.

## Déroulement
La tradition veut que soient conviés au palais de l'Élysée, autour du sapin de Noël de la salle des fêtes, plusieurs centaines d'enfants : ceux des collaborateurs de la présidence, des enfants défavorisés, des enfants hospitalisés, des pupilles de l'État, des pupilles de la Nation, des élèves méritants, ainsi que des enfants appartenant à des familles sinistrées ou des familles de victimes.
Les parents sont généralement invités aussi à cette fête.
Le jour choisi est habituellement l'avant-dernier mercredi après-midi précédant le jour de Noël.

## Histoire

### Sadi Carnot
L'arbre de Noël de l'Élysée est instauré en 1889, année où la salle des fêtes est inaugurée au palais de l'Élysée, à l'occasion de l'Exposition universelle de Paris. Le président de la République est alors Sadi Carnot, et la fête est organisée à l'initiative de son épouse Cécile Carnot, sensible au sort des enfants déshérités. Elle a lieu le 25 décembre 1889 à 13 h,.
La cérémonie a lieu depuis lors chaque année (à l'exception des années d'Occupation).

### Charles de Gaulle
De 1959 à 1967, le troisième jeudi après-midi de décembre, Yvonne de Gaulle organise les festivités. Un théâtre de marionnettes se produit pendant la première partie du spectacle puis, après l'entracte, des artistes comme les Sipolo, le magicien René Septembre, le ventriloque Jacques Courtois et d'autres. Le général de Gaulle tenait à assister aux numéros de clowns Filip, Muscat et Monsieur Loyal avant la distribution des cadeaux.

### Georges Pompidou
Le 13 décembre 1973 sont présents, avec le président Georges Pompidou, Les Charlots ainsi que l'animatrice Danièle Gilbert.

### Valéry Giscard d'Estaing
Lors de l'arbre de Noël du 19 décembre 1974, Valéry Giscard d'Estaing apparaît en compagnie de Nounours, le personnage de la série télévisée Bonne nuit les petits. Le 14 décembre 1974, la chanteuse Mireille Mathieu s'y produit.

### François Mitterrand
Sous la présidence de François Mitterrand, le 19 décembre 1984, la clown Annie Fratellini est présente. Le 21 décembre 1994, lors de son quatorzième et dernier arbre de Noël, le président reçoit de la part d'un enfant un portait du chef de l'État que ses parents ont ramené du Zaïre.

### Jacques Chirac
Sous la présidence de Jacques Chirac, le spectacle a été imaginé par l'animateur et producteur Billy, en étroite collaboration avec Bernadette Chirac[réf. nécessaire].
Le 19 décembre 2001, parmi les enfants invités se trouvent des écoliers de Toulouse, dont l'établissement a été sinistré la même année par explosion de l'usine AZF en septembre, ainsi que des enfants originaires de la Somme, département victime d'inondations au printemps.

### Nicolas Sarkozy
En 2008, sous la présidence de Nicolas Sarkozy, le spectacle a lieu dans une grande salle parisienne, ce qui permet d'inviter davantage d'enfants. Un spectacle toujours réalisé par les équipes de Billy Productions[réf. souhaitée].
Le 16 décembre 2009, l'arbre de Noël de l'Élysée s'est déroulé dans un premier temps à l'Olympia devant 900 enfants venus de toute la France. Le spectacle regroupait plus de 50 artistes sur scène et était entièrement dirigé par la société de production NS Organisation et sa directrice Marie-Annick Poulain. Coanimé par Tex, présentateur des Z'amours, et par Delphine Poulain, présentatrice attitrée de la société, le spectacle réunissait les personnalités de divers horizons artistiques, tels que le chanteur Grégoire, les arts martiaux avec la troupe Le Souffle du Vent, la comédie musicale Roméo et Juliette, l'homme drapeau Dominic Lacasse ou encore le magicien international Peter Marvey. Dans un deuxième temps, les jeunes invités de la présidence de la République se sont réunis dans les salons de l'Élysée afin de participer au goûter, de profiter des animations amenées par la société NS Organisation et de recevoir leurs cadeaux en présence du président de la République et de son épouse.
Le 15 décembre 2010, la société NS Organisation, retenue pour la deuxième année consécutive par la présidence, organise le spectacle au théâtre Mogador. L'animateur-vedette Jean-Luc Reichmann a présenté plus de 50 artistes, parmi lesquels on peut citer, entre autres, la troupe du spectacle Mamma Mia, les artistes du Cirque national du Viêt Nam, les vainqueurs 2009 de l'émission La France a un incroyable talent, le magicien-humoriste Éric Antoine, le laserman Théo Dari, la comédie musicale Mozart, l'opéra rock et le chanteur Christophe Maé, accompagné par ses musiciens. Puis, dans la salle des fêtes de l'Élysée, la Première dame et le président Nicolas Sarkozy ont remis aux 900 enfants de nombreux cadeaux, dont certains ont été offerts par les partenaires amenés par Marie-Annick Poulain et l'équipe de NS Organisation.
Pour l'année 2011, l'évènement se tient le 14 décembre avec un spectacle au théâtre Mogador présenté par Denis Brogniart. Ce spectacle coproduit par les agences Talents et Productions, créé par Alexandre Hourdequin et Jamais Vu, dirigée par Pierre Henri Louzeau proposait aux invités présents un tour du monde avec plus de dix numéros de cirque et magie ou encore les chanteurs de la comédie musicale Adam et Eve. Les festivités se sont poursuivies ensuite pour les 900 invités au palais de l'Élysée en compagnie du président et de son épouse, Carla Bruni ainsi que de tous les enfants et artistes présents au spectacle pour la traditionnelle remise de cadeaux.

### François Hollande
Le 15 décembre 2012 a eu lieu le premier arbre de Noël de l'Élysée de François Hollande et sa compagne Valérie Trierweiler. Plus de 600 enfants étaient présents au goûter spectacle organisé au sein du palais de l'Élysée. Animé par Alex Goude, le spectacle d'une heure réunissait chorale, artistes de cirque, danseur, le jeune violoniste Valentin Mérou et la chanteuse Lorie. Il est organisé pour la deuxième année consécutive par Talents et Productions et l'agence Jamais vu. S'en est ensuite suivi la remise des cadeaux par le président, sa compagne et le père Noël,,.
Le 17 décembre 2014, l'agence Talents et Productions coproduit pour la troisième fois avec la société Jamais Vu le spectacle de l'arbre de Noël de l'Élysée. Lors de l'après midi animée par Alex Goude et une équipe de six comédiens costumés, les enfants ont pu assister à un spectacle de cirque contemporain de 40 minutes mêlant roue Cyr, mât chinois et acrobaties. Il est clôturé par l'apparition du père Noël. François Hollande a ensuite prononcé un discours avant de rejoindre les enfants durant leur goûter pour la distribution des cadeaux.

### Emmanuel Macron
Le 13 décembre 2023, ce sont les élèves de la Star Academy qui s'y rendent, et qui proposent un show d'une dizaine de minutes en interprétant La Même de Gims et Vianney, I'm Still Standing d'Elton John, et l'hymne de leur promotion Au bout de mes rêves de Jean-Jacques Goldman.